# Sigfried Held
Sigfried Held (Freudenthal, 1942. augusztus 7. –) világbajnoki ezüst- és bronzérmes nyugatnémet válogatott német labdarúgó, csatár, edző.

## Pályafutása

### Klubcsapatban
Első klubja a Kickers Offenbach volt. 1965-ben a Borussia Dortmund játékosaként szerepelt először a Bundesliga élvonalában. Tagja volt az 1965–66-os kupagyőztesek Európa-kupája győztes csapatnak. 1971-ben visszatért első klubjához. Majd 1977 és 1979 között ismét dortmundi játékos volt. 1979-ben a Preußen Münster, 1979 és 1981 között a Bayer Uerdingen csapatában játszott. Összesen 442 élvonalbeli mérkőzésen szerepelt és 72 gólt szerzett. 1981-ben vonult vissza az aktív labdarúgástól.

### A válogatottban
1966 és 1973 között 41 alkalommal szerepelt a nyugatnémet válogatottban és öt gólt szerzett. Tagja volt az 1966-os világbajnoki ezüstérmes csapatnak Angliában és az 1970-es világbajnoki bronzérmes csapatnak Mexikóban.

### Edzőként
Visszavonulása után edzőként kezdett el dolgozni. 1981 és 1983 között a Schalke 04 vezetőedzője volt. 1986 és 1989 között az izlandi válogatott szövetségi kapitánya volt. 1989–90-ben a török Galatasaray, 1991 és 1993 között az osztrák Admira Wacker csapatánál tevékenykedett. 1993-ban hazatért és két évig a Dynamo Dresden szakmai munkáját irányította. 1995-ben a japán Gamba Osaka, 1996 és 1998 között a VfB Leipzig vezetőedzője volt. 2001 és 2003 között máltai, majd 2004-ben thaiföldi szövetségi kapitány volt. 2009. februárja óta a Borussia Dortmund szurkolói kapcsolatokért felelős munkatársa.

## Sikerei, díjai
NSZK
- Világbajnokság
  - ezüstérmes: 1966, Anglia
  - bronzérmes: 1970, Mexikó

 Borussia Dortmund
- Nyugatnémet bajnokság (Bundesliga)
  - 2.: 1965–66
- Kupagyőztesek Európa-kupája (KEK)
  - győztes: 1965–66